# Schulpzaag

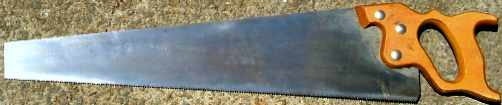
Schulpzaag

Een schulpzaag bevat beitelachtige tanden en dient om met de lengterichting mee te zagen, dus met de houtvezels parallel aan de zaag.
Van origine was de schulpzaag een soort raamzaag, waarbij twee personen de zaag moesten bedienen.
Een houtzaagmolen kan een schulpraam hebben voor het kantrechten van de met de zaagramen gezaagde planken.

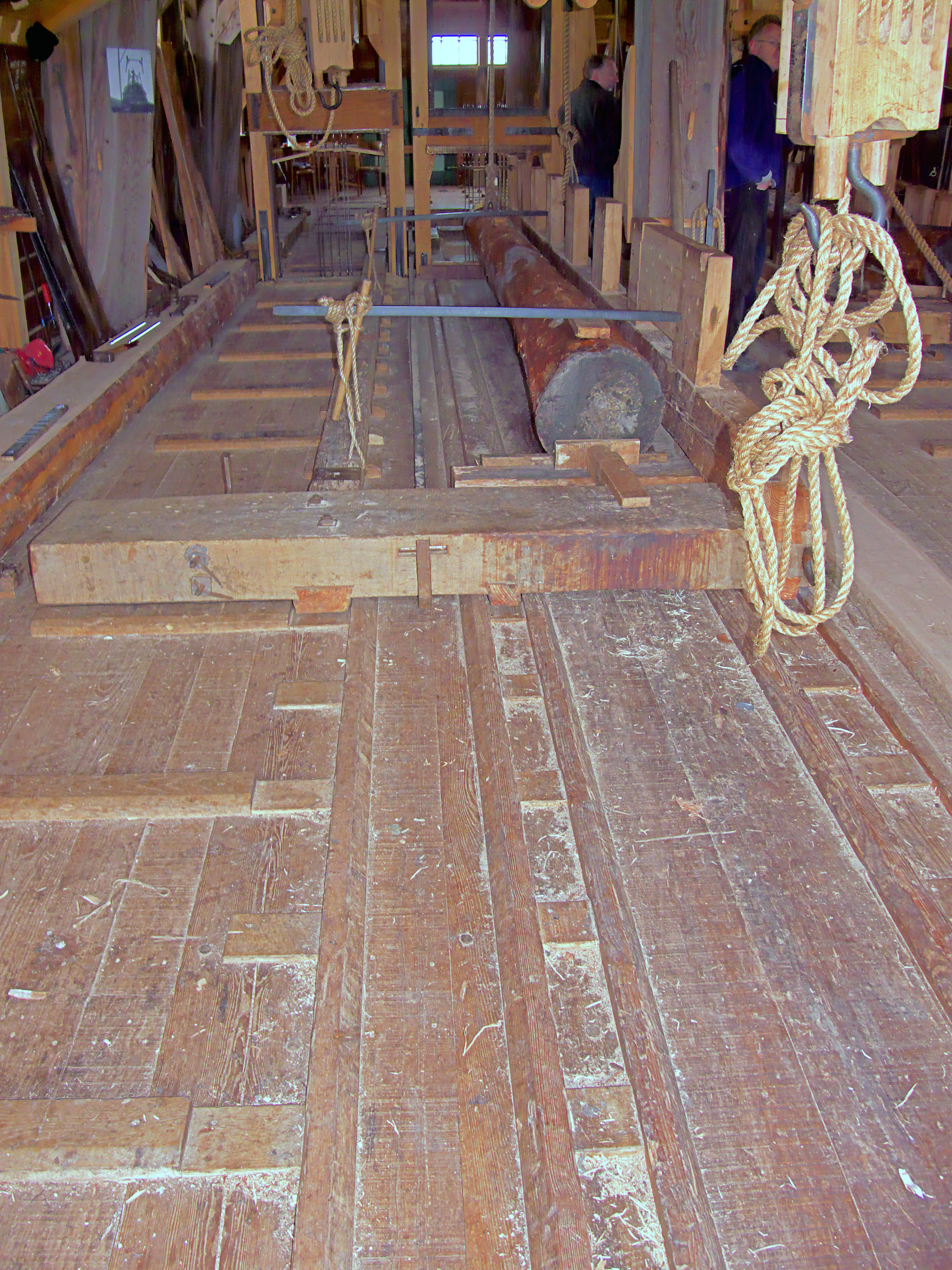
Zaagslee met links het schulpraam van Het Jonge Schaap

Tegenwoordig is het een zaagblad op een cirkelzaag voor het zagen van planken en balken.